# Dolichostyrax
Dolichostyrax – rodzaj chrząszczy z rodziny kózkowatych i podrodziny zgrzypikowych.

## Zasięg występowania
Przedstawiciele tego rodzaju występują w Azji Południowo-Wschodniej.

## Systematyka
Do Dolichostyrax należy 5 gatunków:
- Dolichostyrax basispinosus
- Dolichostyrax cylindricus
- Dolichostyrax longipes
- Dolichostyrax moultoni
- Dolichostyrax tuberculatus